# Chemnitz-Kappel

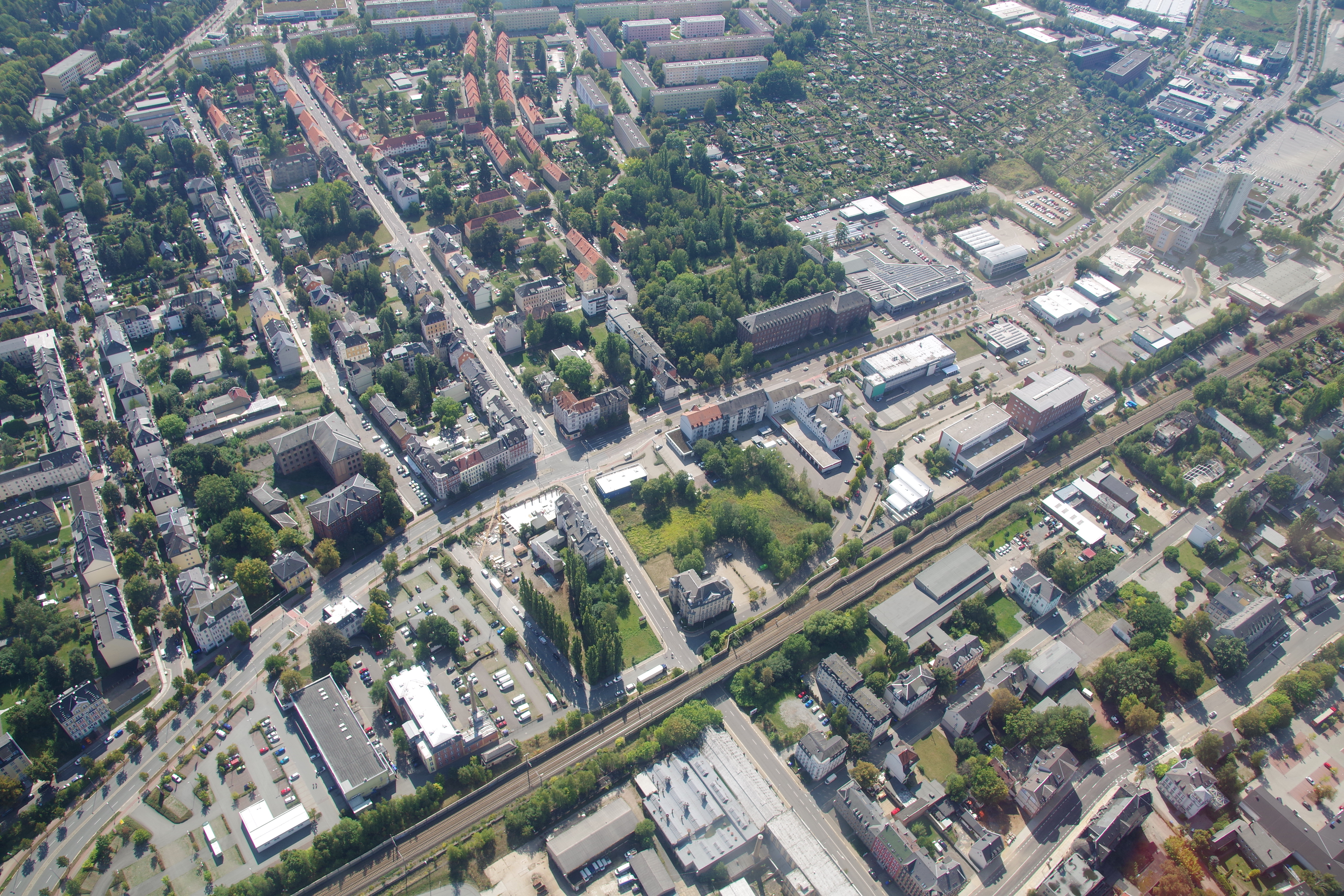
Luftaufnahme von Chemnitz-Kappel

Kappel ist ein im zentrumsnahen Westen von Chemnitz gelegener Stadtteil, der bereits im Jahr 1900 eingemeindet wurde. An ihn grenzen die Stadtteile Kapellenberg, Helbersdorf, Stelzendorf, Schönau und Altendorf. Kappel ist Wohnvorort und Industrievorstadt zugleich. Das Gewerbegebiet zwischen Südring und Neefestraße beherbergt namhafte Unternehmen – die „Freie Presse“ druckt z. B. dort ihre täglichen Ausgaben. An der Kappler Drehe steht das „Sächsische Industriemuseum“. Die Empfangshalle des ehemaligen Chemnitzer Flughafens befindet sich zwar heute auf Kappler Flur, sie ist aber Bestandteil der Geschichte Helbersdorfs.

## Geschichte
Kappel gehörte wahrscheinlich schon von Beginn an zum Chemnitzer Benediktinerkloster, denn es wird bereits um 1200 als „Capella“ (=Siedlung an einer Kapelle) im Zinsregister erwähnt. Im Jahr 1402 erwarb die Stadt Chemnitz den östlichen Teil Kappels (Kapellenberg) vom Kloster. Die Bewohner Kappels erhielten von der Stadt Zollfreiheit, im Gegenzug mussten sie sich an der Instandhaltung der Chemnitzer Stadtmauer beteiligen. Wie die meisten Klosterdörfer gehörte Kappel ab 1548 zum Amt Chemnitz.
Durch die einsetzende Industrialisierung, begünstigt durch die 1858 eröffnete Eisenbahnstrecke Chemnitz–Zwickau, mussten größtenteils die alten Gebäude, hauptsächlich aus dem 17. und 18. Jahrhundert stammend, für Fabriken weichen – aus dem Bauerndorf wurde eine Industriegemeinde. Betrug die Einwohnerzahl im Jahr 1825 noch 227, waren es 1880 schon 2.590 und zur Eingemeindung im Jahr 1900 schon 6.557 Einwohner.
Ein Maschinenbau- und Baumwollspinnereigewerbe gab es in Kappel bereits vor 1850. Um das Jahr 1870 entstanden eine Stickmaschinenfabrik (ab 1888 Maschinenfabrik Kappel, später VEB Schleifmaschinenwerk), eine Strumpfmaschinenfabrik sowie eine Kammgarnspinnerei. Eine Eisengießerei folgte 1876, welche zu DDR-Zeiten den Namen von Rudolf Harlaß (VEB Gießerei "Rudolf Harlaß") trug. Im Jahr 1886 kam eine Wirkwarenfabrik hinzu. Das alte Straßenbahndepot (heute Straßenbahnmuseum) bestand seit 1880. In der DDR-Zeit befand sich beiderseits der Neefestraße der „VEB Fettchemie“ (gegründet 1935 als „Böhme Fettchemie“). Die ehemalige Niederlassung des „VEB Strickwaren Oberlungwitz“ an der Kappler Drehe ist heute noch durch die große Fassadenbeschriftung von weitem erkennbar. Die Industriebrache des ehemaligen „Union Maschinenbaukombinates“ ist noch an dem riesigen Signet an der Hausfassade zu erkennen.
Am Kappler Hang, an der Irkutsker Straße, entstanden in den frühen 1970er Jahren die ersten Plattenbauhäuser. Sie gehörten später zum „Fritz-Heckert-Gebiet“. In unmittelbarer Nähe entstanden auch Schulen und Kindertagesstätten.

## Sehenswertes
- Sächsisches Industriemuseum,[2] Zwickauer Straße
- Straßenbahnmuseum Kappel,[3] Zwickauer Straße
- Empfangshalle des ehemaligen Chemnitzer Flughafens, Stollberger Straße

## Verkehr
Durch Kappel führt die vierspurig ausgebaute B 173 (Neefestraße). Der Südring bildet die südwestliche, die B 169 (Stollberger Straße) die östliche Grenze des Stadtteils. Der durch die CVAG betriebene öffentliche Personennahverkehr erschließt Kappel mit den Straßenbahnlinien 1 und 4 sowie den Buslinien 23, 43, 262 und N16 des Nachtnetzes. Durch den Stadtteil verläuft außerdem die Bahnstrecke Dresden–Werdau, an der sich bis 2000 der Güterbahnhof Chemnitz-Kappel befand. Am westlichen Stadtteilrand befindet sich der Haltepunkt Chemnitz-Schönau.